# Koncertni mojster
Koncertni mojster je prvi glasbenik v orkestru. V simfoničnem orkestru je to violinist (včasih tudi izraz prva violina). Kot glasbenik izvaja violinski* part orkesterske partiture. V pihalnem orkestru ima to funkcijo klarinetist. 
Koncertni mojster pomaga dirigentu pri vajah orkestra, označuje lokovanja (način izvajanja na godala) in pomaga pri uglasitvi orkestra, zaupana pa mu je izvedba solističnih (violina/klarinet) odlomkov v glasbi. V prejšnjih glasbenih obdobjih je lahko koncertni mojster celo zamenjaval dirigenta.
Praviloma se po končani koncertni skladbi med aplavzom občinstva najprej rokuje s koncertnim mojstrom, če ni drugih solističnih izvajalcev.
* violine se v simfoničnem orkestru delijo na prve in druge